# Aserradero Pilares
Aserradero Pilares är en ort i Mexiko.   Den ligger i kommunen Balleza och delstaten Chihuahua, i den nordvästra delen av landet, 1 100 km nordväst om huvudstaden Mexico City. Aserradero Pilares ligger 2 627 meter över havet och antalet invånare är 202.
Terrängen runt Aserradero Pilares är huvudsakligen kuperad, men åt nordost är den platt.  Trakten runt Aserradero Pilares är nära nog obefolkad, med mindre än två invånare per kvadratkilometer. Närmaste större samhälle är Cebollas, 17,2 km sydväst om Aserradero Pilares. I omgivningarna runt Aserradero Pilares växer huvudsakligen savannskog.